# Montazels
Montazels is een gemeente in het Franse departement Aude (regio Occitanie) en telt 556 inwoners (2019). De plaats maakt deel uit van het arrondissement Limoux. In de gemeente ligt spoorwegstation Couiza-Montazels.

## Geografie
De oppervlakte van Montazels bedraagt 4,4 km², de bevolkingsdichtheid is 127 inwoners per km². De Aude vormt de oostelijke grens van de gemeente.

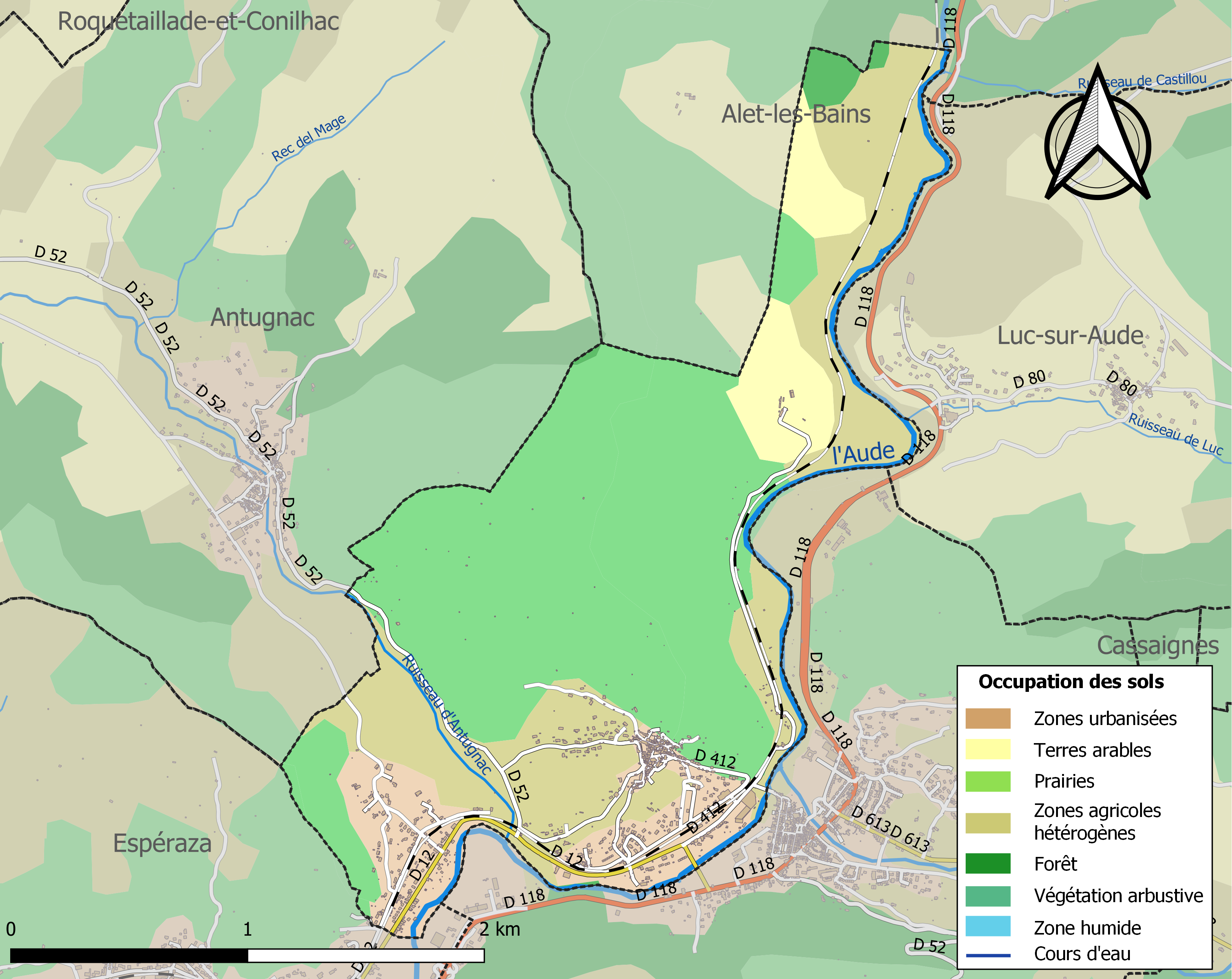
Kaart van de gemeente met de belangrijkste infrastructuur, bodemgebruik en omliggende gemeenten

## Demografie
Onderstaande figuur toont het verloop van het inwonertal (bron: INSEE-tellingen).

Vanwege een beveiligingsprobleem met de MediaWiki Graph-software is het momenteel niet mogelijk deze grafiek weer te geven. Zodra de software is bijgewerkt zal de grafiek vanzelf weer zichtbaar worden.